# (23983) 1999 NS11
(23983) 1999 NS11 est un astéroïde aréocroiseur découvert en 1999.

## Description
(23983) 1999 NS11 a été découvert le 13 juillet 1999 à l'observatoire Magdalena Ridge, situé dans le comté de Socorro, au Nouveau-Mexique (États-Unis), par le projet Lincoln Near-Earth Asteroid Research (LINEAR).

### Caractéristiques orbitales
L'orbite de cet astéroïde est caractérisée par un demi-grand axe de 2,30 UA, un périhélie de 1,59 UA, une excentricité de 0,31 et une inclinaison de 7,09° par rapport à l'écliptique. Du fait de ces caractéristiques, à savoir un demi-grand axe inférieur à 3,2 UA et un périhélie compris entre 1,3 et 1,666 UA, il croise l'orbite de Mars et est classé, selon la JPL Small-Body Database, comme astéroïde aréocroiseur (aréo venant de Arès).

### Caractéristiques physiques
(23983) 1999 NS11 a une magnitude absolue (H) de 15,1 et un albédo estimé à 0,181.